# Psicología moral
La psicología moral es el estudio del desarrollo de la identidad moral de los individuos o la manera en que las personas integran principios éticos en el desarrollo de su carácter. Es decir, que la psicología moral estudia la forma en que la gente razona sobre los asuntos morales y emplea los dilemas éticos para examinar las intuiciones morales de los mismos.[cita requerida]
A diferencia de la filosofía moral, la psicología moral se enfoca en cómo los individuos toman decisiones, mientras que en la primera el enfoque se encuentra en qué decisiones morales deben tomar las personas. Pero no son excluyentes, ya que el razonamiento moral y el mismo carácter moral incorporan tanto la filosofía como la psicología.[cita requerida]

### Orígenes de la Psicología Moral
Los orígenes de la psicología moral se encuentran ubicados en los diversos estudios y las primeras teorías propuestas sobre el desarrollo moral, principalmente por Lawrence Kohlberg. Pero adquieren mayor importancia en gran medida en el trabajo de Jonathan Haidt, quien postuló una serie de valores contrapuestos (Cuidado/Daño, equidad/trampa, Pureza, Autoridad/subversión, Lealtad/traición y santidad/degradación) para explicar las creencias morales. A las investigaciones dentro de este paradigma se suman otros razonamientos morales como:
- «Suponga que su perro muere por causas naturales ¿estaría dispuesto a comérselo?»
- «¿Qué le parece que dos hermanos tengan relaciones sexuales entre sí incluso aunque las tengan de forma segura y sin que nadie lo sepa?»

La filosofía ha cuestionado «¿qué significa ser una "buena persona"?», sin poder resolver esta interrogante completamente, por lo que la psicología hace un aporte incorporado marcos y principios para poder resolver estas preguntas complejas.